# Vlag van Northamptonshire

Vlag van Northamptonshire

De vlag van Northamptonshire is de vlag van het Engelse graafschap Northamptonshire. De vlag werd geregistreerd bij het Flag Institute op 11 september 2014. Het ontwerp is een gouden kruis met zwarte lijnen op een kastanjebruine achtergrond met een roos in het midden.
De vlag is ontworpen door Brady Ells en Ian Chadwick en bestaat uit een gouden kruis met zwarte fimbri-lijnen op een kastanjebruin veld en een roos in het midden. Het was het winnende ontwerp van een shortlist van vier die ter stemming werden voorgelegd. Het kruis staat voor de locatie van het graafschap als kruispunt in Engeland, de kleuren waren geïnspireerd op het cricketteam van het graafschap en het voetbalteam van de stad en de zwarte rand staat voor de leerindustrie van het graafschap. Er werd gekozen voor een roos in het midden omdat dit al lang een symbool is voor het graafschap. Het rozenontwerp werd gemaakt op basis van onderzoek naar rozen die in het verleden werden gebruikt om het graafschap te vertegenwoordigen en het uiteindelijke ontwerp bevatte elementen van deze historische afbeeldingen. De vlag werd onthuld tijdens een speciale ceremonie in de Northamptonshire County Hall door Northamptonshire County Council. Hij werd op 25 oktober 2014 boven het gebouw gehesen om samen te vallen met de nieuwe County Day, die op St Crispin's Day werd gehouden.